# تورناسنت‌یاکاب
تورناسنت‌یاکاب (به مجاری:  Tornaszentjakab) یک شهرداری در مجارستان است که در ناحیه ادلنی واقع شده‌است. تورناسنت‌یاکاب ۲۸٫۲۲ کیلومتر مربع مساحت و ۲۵۳ نفر جمعیت دارد.